# Pušperský dub
Pušperský dub je památný strom severozápaně od obce Poleň. Dub letní (Quercus robur L.) roste jako solitér na travnatém pozemku v blízkosti nezpevněné polní cesty vedoucí z Pušperku do Bezpravovic v nadmořské výšce 530 m. Strom je vitální jedinec bez známek mechanického poškození, jeho koruna je mírně nesouměrná, nízce zavětvená, její výška je 25 m a šířka 22 m, obvod kmene 425 cm (měřeno 2014). Stáří dubu je odhadováno na cca 150 let. Dub je chráněn od 16. července 2014 jako významný biologicky (z více hledisek), esteticky zajímavý strom, významný vzrůstem, krajinná dominanta.

## Památné stromy v okolí
- Lípa v Bažantnické aleji
- Poleňská lípa